# İsfendiyar Açıksöz
İsfendiyar Açıksöz (* 19. Juli 1929 in Kastamonu; † 12. Dezember 2006 in Istanbul) war ein türkischer Fußballspieler, -trainer und -funktionär. Durch seine langjährige Tätigkeit für Galatasaray Istanbul und als Eigengewächs wird er sehr stark mit diesem Verein assoziiert. Auf Fan- und Vereinsseiten wird er als einer der bedeutendsten Spieler der Klubgeschichte bezeichnet. Er war ein wichtiger Bestandteil jener Mannschaft, die mit Spielern wie Metin Oktay, Suat Mamat, Kadri Aytaç, Ali Beratlıgil und Turgay Şeren den türkischen Fußball der 1950er Jahre stark beeinflusste. Er galt als bester Rechtsaußen seiner Zeit im Speziellen und als einer der besten Rechtsaußen im türkischen Fußball im Allgemeinen. Zu Spielerzeiten war er eher unter seinem Spitznamen Serçe bzw. Serçe İsfendiyar (dt. Der Spatz bzw. İsfendiyar der Spatz) bekannt.
Er war in den 1970ern und 1980ern für einige Jahre Vereinsfunktionär bei Galatasaray und bis zu seinem Tod Vorstandsmitglied.

## Spielerkarriere

### Verein

#### Jugendjahre und 1. Galatasarayzeit
Açıksöz besuchte das renommierte Galatasaray-Gymnasium und spielte hier in der Jugendabteilung des Traditionsvereins Galatasaray Istanbul – jenes Vereins, der von Schülern des Galatasaray-Gymnasiums gegründet wurde. Sein fußballerisches Talent sprach sich in der Galatasaray-Gemeinde schnell herum, sodass er 1946 als Siebzehnjähriger in den Kader der Fußballmannschaft Galatasaray Istanbul aufgenommen wurde. Zum Zeitpunkt seines Eintritts in den Profikader existierte in der Türkei keine landesübergreifende Profiliga. Stattdessen existierten in den Ballungszentren wie Istanbul, Ankara und Izmir regionale Ligen, von denen die İstanbul Futbol Ligi (dt.: Istanbuler Fußballliga) als die renommierteste galt. Zudem wurde ab 1936 der Versuch unternommen, mit der Türkiye Maarif Mükafatı eine Art nationale Meisterschaft zu etablieren, eine als Turnier konzipierte und unregelmäßig veranstaltete nationale Fußballliga der Türkei. Açıksöz gab sein Debüt für Galatasaray während der Partie in der Istanbuler Fußballliga vom 29. September 1946 gegen Kasımpaşa Istanbul. In dieser Partie gelangen Açıksöz auch gleich zwei Tore. Bis zum Saisonende am 16. März 1947 absolvierte Açıksöz vier Spiele für sein Team und traf dabei zweimal. Nach dem Saisonende nahm Galatasaray am Millî Eğitim Kupası (dt.: Pokal des Bildungsministeriums der Türkei) teil. Açıksöz kam während dieses Turniers bei zehn der möglichen 14 Begegnungen zum Einsatz und beendete das Turnier mit seinem Team auf dem 3. Platz.
Nach diesem ersten Jahr kam Açıksöz auch in der Istanbuler Fußballliga nahezu immer zum Einsatz. In der Spielzeit 1948/49 erreichte Açıksöz mit seinem Team die Meisterschaft der Istanbuler Fußballliga und damit den ersten Titelgewinn seiner Spielerkarriere. Dabei wurde Açıksöz mit acht Toren Saisontoren zusammen mit Gündüz Kılıç hinter Reha Eken der zweiterfolgreichste Schütze seines Teams und hatte damit großen Anteil am Meisterschaftsgewinn. Alle drei Spieler bildeten den erfolgreichsten Sturm der Liga und erzielten 27 der insgesamt 39 Tore ihrer Mannschaft. Galatasaray wurde in der Hinrunde dieser Meisterschaftssaison von dem Engländer Peter Molloy trainiert. Dieser betreute damals auch die Türkische Nationalmannschaft als Cheftrainer und setzte seinen Vereinsspieler Açıksöz im November 1948 das erste Mal auch in der Nationalelf ein. Nach dieser erfolgreichen Saison absolvierte Açıksöz bis zum Sommer 1950 nahezu alle Pflichtspiele seines Vereins. Sein Verein verfehlte in der Istanbuler Liga die Titelverteidigung und blieb auch im Bildungsministeriumspokal titellos.

#### Vefa Istanbul
Im Sommer 1950 wechselte Açıksöz überraschend innerhalb der Liga zu Vefa Istanbul – jenem Verein, der vom renommierten Vefa-Gymnasiums gegründet wurde. Bei diesem Verein hatte sich der ehemalige Bildungsminister und Schriftsteller Hasan Ali Yücel, selbst Absolvent des Vefa-Gymnasiums, zum Vereinspräsidenten wählen lassen und versuchte als Mäzen den Verein zu seiner ersten Meisterschaft zu verhelfen. So sorgte er für den Zukauf einiger Stars, u. a. für den Wechsel von Açıksöz. Bei seinem neuen Verein etablierte sich Açıksöz auf Anhieb zum Leistungsträger und absolvierte in seiner ersten Saison für Vefa alle Pflichtspiele seines Teams. In der Meisterschaft spielte Vefa lange Zeit an der Tabellenspitze mit und beendete die Spielzeit 1950/51 schließlich auf dem 3. Tabellenplatz. Zum Frühjahr 1952 wurde die İstanbul Futbol Ligi in die İstanbul Profesyonel Ligi (dt.: Istanbuler Profiliga) überführt und alle namhaften Vereine nahmen fortan an dieser Liga teil. In der ersten Saison dieser Liga erreichte Vefa den 4. Tabellenplatz hinter dem Erzrivalen Beşiktaş Istanbul die Vizemeisterschaft. Açıksöz kam in 14 Spielen zum Einsatz und erzielte fünf Tore.

#### 2. Galatasarayzeit
Zu der zweiten Saison der neugeschaffenen Istanbuler Profiliga wechselte Açıksöz zu seinem alten Verein Galatasaray zurück. Nach seiner Rückkehr gelang es ihm auf Anhieb, sich einen Stammplatz zu erkämpfen. In der Saison 1953/54 wurde Açıksöz zum Militärdienst einbezogen und fiel aufgrund der damaligen Regelung, wonach Dienstleistende in Ligaspielen nicht eingesetzt werden durften, die nächsten zwei Spielzeiten für den Ligaeinsatz aus. Er nahm lediglich mit Sondergenehmigung am Mannschaftstraining teil. Zum Sommer 1953 verpflichtete Galatasaray mit Kadri Aytaç einen weiteren Spieler für die Offensivabteilung der Mannschaft. Ohne Spieleinsatz wurde Açıksöz mit seiner Mannschaft in der Saison 1953/54 Vizemeister und in der Saison 1953/54 gar Meister der Saison 1954/55. Erst im Mai 1955 stand er wieder der Mannschaft zur Verfügung und nahm mit ihr am Atatürk-Pokal teil. Zum Start der Saison 1955/56 eroberte er sich sofort seinen Stammplatz zurück und bildete mit Aytaç, Suat Mamat, Ali Beratlıgil und Metin Oktay das erfolgreichste Offensivgespann der Liga und wurde mit seinem Team Meister. In der folgenden Saison verpasste Açıksöz mit seiner Mannschaft die Titelverteidigung und wurde hinter dem Erzrivalen Fenerbahçe Istanbul Vizemeister. In der Saison 1957/58 erreichte Açıksöz mit seiner Mannschaft erneut die Meisterschaft der Liga und beendete die nächste Saison hinter Fenerbahçe als Vizemeister.
Ab Frühjahr 1959 nahm Açıksöz mit der Mannschaft an der neugegründeten und landesweit ausgelegten Millî Lig (der heutigen Süper Lig) teil. Diese Liga löste die regionalen Ligen in den größeren Ballungszentren, wie z. B. die İstanbul Profesyonel Ligi, als höchste türkische Spielklasse ab. In der ersten Spielzeit der Millî Lig wurde die Meisterschaft in zwei Runden ausgetragen. In der ersten Runde fand das Ligasystem in zwei separaten Gruppen stand. In der zweiten Runde entschieden die beiden Gruppenersten in einem Finale mit Hin- und Rückspiel die Meisterschaft unter sich. Açıksöz nahm mit seiner Mannschaft in der Gruppe Rot am Wettbewerb teil und beendete die Gruppenphase als Tabellenerster. Anschließend spielte die Mannschaft mit Fenerbahçe in einem Hin- und Rückspiel die erste türkische Meisterschaft aus und unterlag dem Erzrivalen. Açıksöz absolvierte nahezu alle Spiele seiner Mannschaft. In der zweiten Spielzeit dieser Liga verlor er seinen Stammplatz und absolvierte elf der 38 möglichen Ligaspiele. Nach diesen Entwicklungen beendete er zum Sommer 1960 seine aktive Spielerlaufbahn.

#### Comeback bei Orduspor
Im Dezember 1968 betreute Açıksöz den Zweitligisten Orduspor. Aufgrund von Spielermangel gab er im Dezember 1967 notgedrungen ein Comeback und absolvierte für seinen Verein vier Ligaspiele, in denen er zweimal traf. Anschließend arbeitete er für diesen Verein wieder als Trainer.

### Nationalmannschaft
Açıksöz startete seine Nationalmannschaftskarriere 1948. Hier wurde er vom Nationaltrainer Peter Molloy, der zeitgleich auch Açıksöz’ Verein Galatasaray Istanbul trainierte, in das Aufgebot der türkischen Nationalmannschaft nominiert. So gab Açıksöz im November 1948 sein Länderspieldebüt.
Am 19. Februar 1956 bestritt die türkische Nationalelf vor heimischer Kulisse gegen die ungarische Nationalmannschaft ein Testspiel. Dabei gelang der Türkei gegen die damals als „Goldene Elf“ bezeichnete und aus Spielern wie Ferenc Puskás, Gyula Grosics, József Bozsik, Sándor Kocsis, Nándor Hidegkuti bestehende Mannschaft ein 3:1-Sieg. Açıksöz war an allen drei Toren seiner Mannschaft beteiligt und wurde von der Fachpresse als einer der entscheidenden Spieler für diesen Erfolg genannt.
Açıksöz spielte zudem zweimal für die zweite Garde der türkischen Nationalmannschaft.

## Trainer- und Vereinsfunktionärskarriere
Nach dem Ende seiner Spielerkarriere startete er eine Trainerkarriere und übernahm als erste Tätigkeit den Erstligisten Ankara Şekerhilâl SK. Diesen Klub trainierte er eine Spielzeit lang und trennte sich dann von diesem Verein. Im Sommer 1966 übernahm er den Istanbuler Zweitligisten Sarıyer SK. Hier arbeitete er nur einige Spieltage. Während dieser Zeit entdeckte er den späteren Stürmerstar Cemil Turan und versuchte ihn an seinen alten Verein Galatasaray Istanbul zu binden.
Zur Saison 1967/68 wurde er beim Zweitligisten Orduspor als Cheftrainer vorgestellt. Während dieser Zeit war er vier Spieltage lang als Spielertrainer aktiv und absolvierte vier Spiele für seine Mannschaft. Im Februar 1968 wurde er von seiner Vereinsführung entlassen. Vor dem 20. Spieltag der Saison 1969/70 übernahm er den Zweitligisten Galata SK und ersetzte den entlassenen Bedri Baykal. Mit dem stark abstiegsbedrohten Verein misslang ihm der Klassenerhalt.
Während der Präsidentschaftsperiode von Selahattin Beyazıt arbeitete Açıksöz bei Galatasaray Istanbul als Vereinsfunktionär. Ab 1980 war er in der Präsidentschaftsperiode von Ali Uras als Vereinsvorstandsmitglied tätig. Im Dezember 1982 trat er von diesem Amt zurück.

## Tod
Er starb am 12. Dezember 2006 in Istanbul. Er wurde nach dem Mittagsgebet in der Istanbuler Fatih-Moschee auf dem Feriköy-Friedhof beigesetzt.

## Erfolge

### Als Spieler
- Mit Galatasaray Istanbul
  - İstanbul Futbol Ligi: 1948/49
  - İstanbul Profesyonel Ligi: 1954/55, 1955/56, 1957/58